# Broderstorf
Broderstorf település Németországban, Mecklenburg-Elő-Pomeránia tartományban. Lakosainak száma 3822 fő (2023. december 31.). Broderstorf Bentwisch, Poppendorf, Blankenhagen, Sanitz, Thulendorf, Dummerstorf, Roggentin (bei Rostock) és Rostock községekkel határos.

## Népesség
A település népességének változása:
| Lakosok száma | 3655 | 3813 | 3861 | 3814 | 3801 | 3822 |
|               | 2014 | 2017 | 2019 | 2021 | 2022 | 2023 |